# Chi Haotian

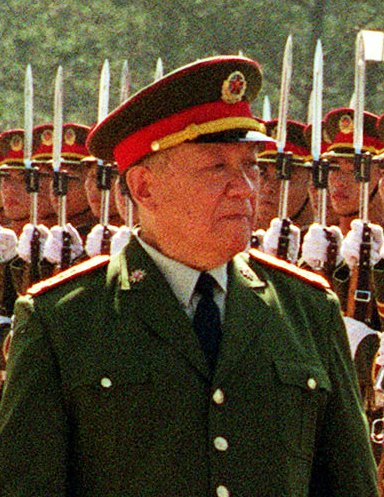
Chi Haotian (2000)

Chi Haotian (chinesisch 遲浩田, Pinyin Chí Hàotián; * 9. Juli 1929 in Zhaoyuan, Yantai, Shandong) ist ein ehemaliger chinesischer General der Volksbefreiungsarmee und Politiker der Kommunistischen Partei Chinas (KPCh), der zwischen 1987 und 1992 Chef des Generalstabes und damit militärischer Befehlshaber der Streitkräfte war. Er bekleidete anschließend von 1993 bis 2003 das Amt des Verteidigungsministers der Volksrepublik China.

## Leben
Chi Haotian war Absolvent der Anti-Japanischen Militär- und Polithochschule, trat 1945 in die Volksbefreiungsarmee ein und wurde 1946 Mitglied der Kommunistischen Partei Chinas (KPCh). Nachdem er die Militärakademie in Nanjing sowie die Politakademie der Volksbefreiungsarmee abgeschlossen hatte, war er zwischen 1946 und 1949 Politoffizier einer Kompanie der Feldarmee und nahm während der Endphase des Chinesischen Bürgerkrieges an den Kämpfen um Shanghai teil. 1951 gehörte er als Politoffizier eines Bataillons zum Truppenkontingent der Volksbefreiungsarmee im Koreakrieg und war zwischen 1955 und 1958 stellvertretender Leiter der Politabteilung des Regiments 235 der 27. Armee. Danach war er zwischen 1958 und 1959 Absolvent der Infanteriehochschule sowie von 1959 bis 1960 der Militärakademie der Volksbefreiungsarmee. Im Anschluss fungierte er zwischen 1960 und 1966 als Politoffizier des Regiments 235, das nunmehr der 79. Division der 27. Armee unterstellt war.
Danach war Chi Haotian vorübergehend zwischen 1967 und 1969 stellvertretender Chef des Generalstabes sowie von 1967 bis 1972 Abgeordneter des Nationalen Volkskongresses als Mitglied der Delegation der Volksbefreiungsarmee als Vertretung der Soldaten. 1969 übernahm er den Posten als Leiter der Politabteilung der 27. Armee in der Militärregion Peking sowie 1970 als Politoffizier eines Regiments der 81. Division dieser Armee. Danach war er von 1970 bis 1987 sowohl Leiter der Redaktion der Tageszeitung der Volksbefreiungsarmee Jiefangjun Bao als auch stellvertretender Chefredakteur von Renmin Ribao, des Parteiorgans der KPCh. Zugleich fungierte er von 1973 bis 1977 als stellvertretender Politoffizier der Militärregion Peking und gehörte 1977 zu den Delegierten des XI. Parteitag der KPCh. Auf dem XII. Parteitag 1982 wurde er erstmals Mitglied des Zentralkomitees (ZK der KPCh) und gehörte diesem Gremium zwanzig Jahre lang bis 2002 an.
1987 löste General Chi Haotian General Yang Dezhi als Chef des Generalstabes der Volksbefreiungsarmee ab und war damit bis zu seiner Ablösung durch General Zhang Wannian 1992 militärischer Befehlshaber der Streitkräfte. Danach wurde er auf dem XIV. Parteitag 1992 Mitglied der Zentralen Militärkommission des ZK und zudem Mitglied der Zentralen Militärkommission der Volksrepublik China sowie ferner Mitglied im Staatsrat der Volksrepublik China, der zentralen Volksregierung. Am 28. März 1993 wurde er Nachfolger von General Qin Jiwei als Verteidigungsministers der Volksrepublik China und übte dieses Ministeramt zehn Jahre lang bis zu seiner Ablösung durch General Cao Gangchuan am 17. März 2003 aus. Zugleich war er zwischen 1995 und 2002 Vize-Vorsitzender der Zentralen Militärkommission des ZK und zudem in Personalunion von 1995 bis 2003 Mitglied der Zentralen Militärkommission der Volksrepublik China. Zuletzt wurde Chi auf dem XV. Parteitag 1997 auch Mitglied des Politbüros der Kommunistischen Partei Chinas, dem zentralen Machtorgan in der Volksrepublik China, das zwischen den Plenarsitzungen des Zentralkomitees der Kommunistischen Partei Chinas über alle Führungsvollmachten verfügt und die eigentliche Entscheidungsgewalt über die Richtlinien der Politik hat. Diesem Gremium gehörte er bis 2002 an. In dieser Funktion gehörte er 1999 zur Delegation für die Übergabe von Macao an die Volksrepublik China. Ferner war er Ehrenpräsident des Ringer-Verbandes.